# NGC 3622
NGC 3622 ist eine Galaxie vom Hubble-Typ S? im Sternbild Großer Bär am Nordsternhimmel. Sie ist schätzungsweise 63 Millionen Lichtjahre von der Milchstraße entfernt.
Das Objekt wurde am 6. April 1793 von Wilhelm Herschel entdeckt.